# Roman Amojan
Roman Amojan (* 3. září 1983) je bývalý arménský zápasník – klasik, kurdského (jezídského) původu.

## Sportovní kariéra
Zápasení se věnoval od 9 let v Jerevanu. Specializoval se na zápas řecko-římský pod vedením Amleta Ovanisjana. V arménské mužské reprezentaci se pohyboval od roku 2003 ve váze do 55 kg. Patřil k nejvýraznějším Evropanům v této váze po více než deset let. Neměl však štěstí na olympijské kvalifikační turnaje. Ze čtyř možných startů na olympijských hrách se kvalifikoval pouze v roce 2008 na olympijské hry v Pekingu. V Pekingu nezvládl prestižní zápas proti Ázerbájdžánci Rovšanu Bajramovovi a spadl do oprav. V boji o třetí místo porazil 2:0 na sety Kubánce Yagniera Hernándeze a získal bronzovou olympijskou medaili. Od roku 2014 startoval ve váze do 59 kg. Sportovní kariéru ukončil v roce 2016, potom co se nekvalifikoval na olympijské hry v Riu.

## Výsledky
| Olympijské hry     |     | — |    |    |     | — |     |     |     | 3. |     |    |     | —   |    |     |     | —  |  |  |  |
| Mistrovství světa  | —   |   | —  | —  | úč. |   | úč. | úč. | úč. |    | 2.  | 3. | úč. |     | 3. | úč. | úč. |    |  |  |  |
| Evropské hry       |     |   |    |    |     |   |     |     |     |    |     |    |     |     |    |     | 5.  |    |  |  |  |
| Mistrovství Evropy | —   | — | —  | —  | 2.  | — | 2.  | 1.  | —   | 2. | úč. | —  | 1.  | úč. | —  | —   | 5.  | 2. |  |  |  |
| MS juniorů         | —   | — | 1. |    | úč. |   |     |     |     |    |     |    |     |     |    |     |     |    |  |  |  |
| ME juniorů         | —   | — |    | 1. |     |   |     |     |     |    |     |    |     |     |    |     |     |    |  |  |  |
| ME dorostenců      | úč. |   |    |    |     |   |     |     |     |    |     |    |     |     |    |     |     |    |  |  |  |